# Kung Fu Panda: Ghearele destinului
Kung Fu Panda: Ghearele destinului (în engleză Kung Fu Panda: The Paws of Destiny) este un serial american de televiziune streaming de animație produs de DreamWorks Animation Television și lansat pe Amazon Prime Video pe 16 noiembrie 2018. Este al doilea serial TV din franciza Kung Fu Panda după Kung Fu Panda: Legendele Teribilității. Mick Wingert și-a reluat rolul lui Po din serialul anterior. A doua jumătate a sezonului 1 a fost lansată pe 5 iulie 2019.
În România, serialul a fost difuzat la televizor pe canalul Minimax.

## Premisa
Luând loc după evenimentele filmului Kung Fu Panda 3, serialul urmărește pe Po într-o nouă aventură, însoțit de patru copii panda (Nu Hai, Jing, Bao și Fan Tong) care dau peste o peșteră mistică sub Satul Panda. Copii panda absorb accidental spiritele chi ale străvechilor și puternici războinici Kung Fu cunoscuți ca Cele Patru Constelații: Dragonul Albastru, Țestoasa Neagră, Tigrul Alb și Phoenixul Roșu—fiecare fiind cumva cu panda care au o calitate opusă față de calitatea primă ale Constelațiilor. Ei își dau seama că soarta lor este să salveze lumea de către o forță malefică (Jindiao), care vrea să cucerească lumea și să asimileze puterea chi ale celor patru constelații, lansându-l pe Po în cea mai grea provocare de până acum—antrenând această grămadă zdrențuită de copii cum să își folosească noile puteri Kung Fu. Ei de asemenea apară Orașul Interzis de un dragon de Komodo și de un demon rău.

## Distribuție
- Mick Wingert – Po[2] / Black Tortoise / Male Panda #1 / Yak Bandit Leader / Dim / Yak Bouncer #2 / Chow Guard #4 / Gongmen City Police Wolf #1
- Haley Tju – Nu Hai[4]
- Laya Deleon Hayes – Jing[4]
- Gunnar Sizemore – Bao[4]
- Makana Say – Fan Tong[4]
- Chrissy Metz – Mei Mei[4]
- Piotr Michael – Oogway[5] / Wong / Wing / Bingwen / Emperor Kang Zi / Dum Dum / Pika Mobster / Chow Guard #1 / Salamander Henchman #1 / Lead Chow Guard
- Christopher Swindle – Li Shan / Zang / Sum / Ping / Chow Guard #3 / Yak Brawler / Gongmen City Police Wolf #2 / Imperial Guard #1
- James Hong – Mr. Ping / Chow Guard #8[4]
- Steve Blum – Jindiao / Red Phoenix / Pious Chan
- Amy Hill – Grandma Panda / Spyglass Monk[4]
- Cherise Boothe – Jade Tusk / Huifang / Female Panda #1 / Tahr #2 / Gongmen City Police Wolf Leader / Artisan Rabbit
- James Sie – Bunnidharma / White Tiger / Chong  / Friend Vulture / Sun Wukong / Shirinking Sun Wukong/ Chow Guard #7 / Giant Sun
- JB Blanc – Blue Dragon / General Fang / Chow Guard #5 / Tahr Tavern Owner / Imperial Guard #2 / Juan
- Grey Griffin – The Xin / Laoshu / Suyin / Tuoluo Seller Rabbit /
- Jeff Bennett – Zhizhu / Yak Bouncer #1 / Tahr #1 / Mole Rat #3 / Rabbit Bandit Leader
- Mitch Watson – Yaoguai Demon
- Michael Rivkin – Rooster / Chow Guard #6
- Lacey Chabert – Princess Xiao / Panda Mother
- Sumalee Montano – Shi Long  / Young Shi Long / Rabbit Villager / Rabbit Servant / Assassin / Rabbit Citizen
- Elisa Gabrielli – Baigujing / White Bone Demon / Dark Shadow / Old Lady Tahr / Porcupine Assassin
- Jimmie Wood – Qilin / Chow Guard #2
- Betsy Sodaro – Makesi / Mole Rat #1 / Mole Rat #2 / Pika Kid

## Episoade
| Premiera originală | Premiera în România | #  | Titlu român | Titlu original                         |
| ------------------ | ------------------- | -- | ----------- | -------------------------------------- |
|                    |                     |    |             |                                        |
| SEZONUL 1          |                     |    |             |                                        |
|                    |                     |    |             |                                        |
| PARTEA 1           |                     |    |             |                                        |
|                    |                     |    |             |                                        |
| 26.11.2018         |                     | 01 | '           | Enter the Dragon Master                |
|                    |                     |    |             |                                        |
| 26.11.2018         |                     | 02 | '           | Blue Dragon Plays with Fire            |
|                    |                     |    |             |                                        |
| 26.11.2018         |                     | 03 | '           | Blade of the Red Phoenix               |
|                    |                     |    |             |                                        |
| 26.11.2018         |                     | 04 | '           | The Intruder Flies a Crooked Path      |
|                    |                     |    |             |                                        |
| 26.11.2018         |                     | 05 | '           | A Fistful of Herbs                     |
|                    |                     |    |             |                                        |
| 26.11.2018         |                     | 06 | '           | Poison in the Pit of the Plum          |
|                    |                     |    |             |                                        |
| 26.11.2018         |                     | 07 | '           | Big Trouble in Panda Village           |
|                    |                     |    |             |                                        |
| 26.11.2018         |                     | 08 | '           | Secrets Lost to Shadow                 |
|                    |                     |    |             |                                        |
| 26.11.2018         |                     | 09 | '           | Out of the Cave and Into the Thin Ice  |
|                    |                     |    |             |                                        |
| 26.11.2018         |                     | 10 | '           | Return of the Four Constellations      |
|                    |                     |    |             |                                        |
| 26.11.2018         |                     | 11 | '           | Unholy Dragon Returns to the Mountains |
|                    |                     |    |             |                                        |
| 26.11.2018         |                     | 12 | '           | Sacrifice at the Edge of Time          |
|                    |                     |    |             |                                        |
| 26.11.2018         |                     | 13 | '           | End of the Dragon Master               |
|                    |                     |    |             |                                        |
| PARTEA 2           |                     |    |             |                                        |
|                    |                     |    |             |                                        |
| 04.07.2019         |                     | 14 | '           | Journey to the East                    |
|                    |                     |    |             |                                        |
| 04.07.2019         |                     | 15 | '           | Curse of the Monkey King               |
|                    |                     |    |             |                                        |
| 04.07.2019         |                     | 16 | '           | A Game of Fists                        |
|                    |                     |    |             |                                        |
| 04.07.2019         |                     | 17 | '           | The Beast of the Wasteland             |
|                    |                     |    |             |                                        |
| 04.07.2019         |                     | 18 | '           | Danger in the Forbidden City           |
|                    |                     |    |             |                                        |
| 04.07.2019         |                     | 19 | '           | The Battle(s) of Gongmen Bay           |
|                    |                     |    |             |                                        |
| 04.07.2019         |                     | 20 | '           | Gongmen City Hustle                    |
|                    |                     |    |             |                                        |
| 04.07.2019         |                     | 21 | '           | Night of the White Bone Demon          |
|                    |                     |    |             |                                        |
| 04.07.2019         |                     | 22 | '           | Rise of the Empress                    |
|                    |                     |    |             |                                        |
| 04.07.2019         |                     | 23 | '           | Bridge Over the Troubled Lava          |
|                    |                     |    |             |                                        |
| 04.07.2019         |                     | 24 | '           | House of Flying Pandas                 |
|                    |                     |    |             |                                        |
| 04.07.2019         |                     | 25 | '           | Coronation of the Iron Goddess         |
|                    |                     |    |             |                                        |
| 04.07.2019         |                     | 26 | '           | The Invincible Armor                   |

## Legături externe
- Kung Fu Panda: Ghearele destinului la Internet Movie Database